# Isabella Sommer
Isabella Sommer (* 23. April 1965 in Wien) ist eine österreichische Instrumentalpädagogin und Musikwissenschafterin.

## Leben
Die Tochter der Komponistin Silvia Sommer studierte Querflöte an der Hochschule für Musik und darstellende Kunst Wien (mdw) sowie Musikwissenschaft an der Universität Wien mit einem Abschluss Mag. phil.

## Schaffen
Als Musikwissenschafterin arbeitet sie unter anderem an Forschungs- und Ausstellungs-Projekten mit sowie an der Erstellung von Werkkatalogen zu Johann Strauss, herausgegeben vom Wiener Institut für Strauss-Forschung und ist Herausgeberin bei Doblingers Johann Strauss-Gesamtausgabe. 2017 kuratierte sie die Ausstellung „Alfred Grünfeld (1852–1924) – Der Pianist Wiens“ in der Musiksammlung der Wienbibliothek im Rathaus. 2022 veröffentlichte sie die erste Biografie über Alfred Grünfeld mit Werkkatalog und einer Liste seiner Einspielungen und gründete den Verein „Internationale Alfred Grünfeld Gesellschaft“. Ein weiterer Forschungsschwerpunkt Isabella Sommers ist die Musik auf Notenrollen für das Klavierspielinstrument Phonola. In Vorträgen und Publikationen behandelt sie u. a. Themen zu Johann Strauss und seiner Familie, Phonola und Alfred Grünfeld.

## Schriften (Auswahl)
- gemeinsam mit Otto Brusatti: Joseph Lanner. Compositeur, Entertainer und Musikgenie. Böhlau, Wien 2001, ISBN 978-3-205-99081-9.
- gemeinsam mit Otto Brusatti: Josef Strauss (1827–1870). Deliren und Sphärenklänge. Holzhausen, Wien 2003, ISBN 978-3-85493-071-6.
- Johann Strauss Vaters Werke in zeitgenössischen amerikanischen Verlagen – eine Spurensuche bis 1849, in: Wolfgang Fuhrmann und Dominik Sedivy (Hg.): Musicologica Austriaca, Wien 2014.
- Das Klavierspielinstrument Phonola – Seine gesellschaftliche und musikhistorische Relevanz in Österreich zur Zeit des Ersten Weltkriegs, in: Österreich in Geschichte und Literatur, 58. Jg., 2014, Heft 2.
- Alfred Grünfeld (1852–1924). Der „Pianist Wiens“, Hollitzer, Wien 2022, ISBN 978-3-99012-544-1.